# Regiae
Regiae est le nom d'une cité romaine antique de la Maurétanie césarienne, dont les ruines sont situées à Arbal, dans la commune de Tamzoura, en Algérie.
Siège d'un évêché antique disparu, attesté au Ve siècle, son nom est utilisé comme siège titulaire d'un évêque catholique sans diocèse.